# Xã Tenhassen, Quận Martin, Minnesota
Xã Tenhassen (tiếng Anh: Tenhassen Township) là một xã thuộc quận Martin, tiểu bang Minnesota, Hoa Kỳ. Năm 2010, dân số của xã này là 260 người.